# Sindromul De Barsy
Sindromul De Barsy este o rară tuburare genetică autozomală recesivă. Printre simptome se numără cutis laxa (pielea liberă ce atârnată), precum și alte anomalii oculare, musculo-scheletice și neurologice .  De obicei este progresiv, manifestând efecte secundare care pot include cornee tulbure, cataractă, statură mică, distonie sau progeria (îmbătrânirea prematură). 
A fost descris prima dată în 1967 de De Barsy et al. și, începând cu 2011, au fost raportate 27 de cazuri la nivel mondial.  Genele care cauzează sindromul De Barsy nu au fost încă identificate  deși mai multe studii au redus cauza simptomelor.  Un studiu realizat de Reversade și colaboratorii a arătat că o mutație în PYCR1, secvența genetică care codifică enzimele mitocondriale care descompun prolina, sunt predominante în cazurile de cutis laxa autozomală recesivă (ARCL), o afecțiune foarte asemănătoare cu sindromul De Barsy.  Un studiu realizat de Leao-Teles et al. a arătat că sindromul De Barsy poate fi legat de mutații ale genei ATP6V0A2, cunoscută sub numele de ATP6V0A2-CDG de noul sistem de denumire.  
Denumirile alternative pentru sindromul De Barsy includ retardarea laxa-cutis-mentală a tulburării corneene, sindromul deficienței de creștere a laisei cutisului, sindromul De Barsy – Moens – Diercks și sindromul progeroid al lui De Barsy. 